# Cantonul Fumel
Cantonul Fumel este un canton din arondismentul Villeneuve-sur-Lot, departamentul Lot-et-Garonne, regiunea Aquitania, Franța.

## Comune
- Blanquefort-sur-Briolance
- Condezaygues
- Cuzorn
- Fumel (reședință)
- Monsempron-Libos
- Saint-Front-sur-Lémance
- Sauveterre-la-Lémance